# Leucit
Leucit (från det grekiska ordet leukos som betyder vit), är ett stenbildande mineral och kaliumaluminiumsilikat med den kemiska formeln KAlSi2O6. Kristaller har formen av kubiska icositetrahedra men, som först observerades av Sir David Brewster 1821, är de inte optiskt isotropa och är därför pseudokubiska. Goniometriska mätningar som Gerhard vom Rath gjorde 1873 fick honom att hänvisa kristallerna till det tetragonala systemet. Optiska undersökningar har sedan visat att kristallerna är ännu mer komplexa till sin karaktär och att de består av flera ortorombiska eller monokliniska individer, som är optiskt biaxiala och upprepade gånger tvinnade, vilket ger upphov till tvillinglameller och ränder på ytorna. När kristallerna värms till en temperatur på cirka 500 °C blir de optiskt isotropa och tvillinglamellerna och ränderna försvinner, även om de dyker upp igen när kristallerna åter kyls ned. Denna pseudokubiska karaktär av leucit är mycket lik den hos mineralet boracit.
Leuciten är vit med en dragning åt grått eller gult, med en hårdhet på 5,5 - 5,6 och en specifik vikt på 2,47. Kristallerna är genomskinliga och glasartade när de är färska, om än med en märkbart dämpad "undervitrös" lyster på grund av det låga brytningsindexet, men förändras lätt för att bli vaxartade/fetiga och sedan matta och ogenomskinliga. De är spröda och går sönder med ett konchoidalt brott. Inneslutningar av andra mineral, arrangerade i koncentriska zoner, är ofta närvarande i kristallerna. På grund av färgen och formen på kristallerna var mineralet tidigt känt som "vit granat". Franska författare inom äldre litteratur kan använda René Just Haüys namn amfigène, men 'leucit' är det enda namnet på denna mineralart som erkänts som officiellt av International Mineralogical Association.

## Förekomst
Leucit förekommer med mindre kiselsyra än kalifältspat och uppträder därför i stället för det senare mineralet i bergarter som bildats ur kalirika men kiselsyrafattiga silikatsmältor.